# La toilette
La toilette, ook wel Het toilet genoemd, is een schilderij van de Nederlandse kunstenaar Theo Molkenboer uit 1903, olieverf op doek, 140 × 55 centimeter. Het toont een naakte jonge vrouw in een huiskamer, die zichzelf bekijkt in een kleine spiegel. Het werk bevindt zich thans in de collectie van het Stedelijk Museum te Amsterdam.

## Context
In de achttiende en negentiende eeuw was het vrouwelijke naakt in de Nederlandse schilderkunst min of meer in ongenade geraakt. Pas rond 1890 werd het thema door impressionistische schilders als Isaac Israëls en George Hendrik Breitner weer in ere hersteld, voor het eerst eigenlijk sinds de tijden van Rembrandt. Rond 1900 was het tekenen naar vrouwelijk naakt in het calvinistische Holland echter nog geen algemeen geaccepteerde oefening. De kerkelijk ingestelde burgerij hanteerde een strenge moraal. Een vrouw die tegen betaling naakt poseerde gold als een 'sloerie'.
Molkenboer kwam uit een degelijk katholiek milieu en streefde als religieus mens in zijn kunstwerken naar wat hij zelf noemde 'een verheven beeld tussen ziel en zinnen'. Een zuiver innerlijk leven weerspiegelt zich in zijn ogen naar buiten in een volmaakte vorm. Via de volmaakte vorm zocht hij op zijn beurt naar een harmonieus evenwicht tussen zijn verheven geestelijke ideaalbeelden en zijn zinnelijke verlangens, waarbij het onderscheid tussen esthetische schoonheid en lust niet altijd scherp te trekken is. Met name zijn vrouwportretten krijgen daarmee iets sacraals en sensueels tegelijk. Het valt te zien als een weerspiegeling van een innerlijke strijd die de gelovige Molkenboer moet hebben gevoerd om zijn eigen gevoelens met elkaar in overeenstemming te brengen.

## Afbeelding
In La toilette kijkt een naakte vrouw naar zichzelf in een kleine spiegel en de kijker beschouwt de vrouw, van afstand, vanuit een relatief laag standpunt. Ze lijkt heel dichtbij, ook figuurlijk, door haar positionering in een vertrouwde Hollandse huiskamer. Meer dan de naakten van tijdgenoten als George Hendrik Breitner, Isaac Israëls en Willem Witsen, wekt het naakt van Molkenboer de indruk een vrouw van vlees en bloed te zijn, zich terdege bewust van haar naaktheid. Bij de kijker leidt dit beurtelings tot een gevoel van gêne, alsof hij haar heimelijk bespiedt, hetgeen de vrouw echter niet lijkt te deren.
Het lichaam van het jonge model is gedetailleerd weergegeven, in een realistische stijl, met lange benen en kokette rode schoentjes aan. Ze wordt beschenen door een bijna devoot schemerlicht, dat haar naaktheid extra benadrukt. Haar lange benen nemen bijna de helft van het doek in beslag en contrasteren met de donkere achtergrond. Veel aandacht heeft Molkenboer voor de delicate structuur van haar huid, die hij egaal, bijna fluweelachtig weergeeft, tegenwoordig sterk afstekend tegen het diep-donkere dressoir achter haar. De rimpeling van de zwartdelen, ontstaan door het gebruik van teer in de verf, doet het tegenwoordig welhaast lijken alsof hij daarmee de onontkoombaarheid van het intredende verval heeft willen symboliseren. Opvallend is dat de jonge vrouw in de kleine spiegel enkel naar haar gezicht kijkt, waardoor de aandacht van de kijker volledig naar haar lichaam wordt getrokken. Dit effect wordt door Molkenboer nog versterkt door het model vanuit twee kanten te belichten, waarmee de perfectie van haar vormen volledig centraal komt te staan.

## Trivia
- In 2009 werd La toilette op een tweede plek verkozen tijdens een verkiezing van het mooiste naaktschilderij van Nederland, georganiseerd door Oog, het tijdschrift van het Rijksmuseum Amsterdam. De eerste plaats was voor Liggend naakt van Isaac Israels. Het gerucht van Joop Moesman (1909-1988) werd derde.
- In 2010 werd een Nederlandse postzegel van 44 cent uitgegeven met een beeltenis van La toilette.